# 艾斯奧特曼的登場怪獸
艾斯奥特曼的登場怪獸，指的是在日本特摄电视剧《艾斯奧特曼》中出现的超獸、異次元人、宇宙人、怪獸、生物機器人以及其他巨型生物的總稱。 

## 異次元人 亞波人
第1集登場。
| ヤプール YAPOOL | ヤプール YAPOOL |
| --------------- | --------------- |
| 別名            | 異次元人        |
| 身長            | 不明            |
| 体重            | 不明            |
| 出身地          | 異次元          |

亞波人是《奧特曼》系列中的第一個貫穿一整套TV劇情的反派，並且也是第一個明確出現在主題曲歌詞中的反派。
牠是一種身份不明的智慧型生命，不分男女老少，全部居住在異次元空間之中，也不需要進食或者喝水。亞波人的目的是侵略地球，並且將地球變成自己的超獸生產基地。 此外，亞波人還有很多宇宙人手下，例如吉隆星人、馬薩隆星人等，可見其在宇宙中擁有一定的領導力。
從視覺上看，亞波人就像一個藍紫色的殘影，在黃色和紅色的扭曲空間中閃爍。 已知亞波人有好幾個首領級的個體，牠們的共同特點是：腹部均有裝飾，一側的手變為帶刺的鐮刀。 另外，雖然大部份亞波人的日文第一人稱是“私”，但有時也會使用“俺”和“老夫”，應該是多重人格的擁有者，但全體亞波人的意識可以共享。 亞波人在大部份情況下可以保持冷靜和鎮定，但在《艾斯奧特曼》的第17集中，當她偷聽到南夕子的策略時，他透露出了不耐煩的樣子，並立即命令黑鴿子超獸無差別的進攻。
亞波人有極端環保主義的性格，提倡以暴制暴、當場反擊的價值觀，將人類視為迫害地球環境的罪惡生物。而且，它也會故意增加人與人之間的仇恨、慾望和猜疑，讓人類自相殘殺。牠也經常對懷才不遇的人類伸出援手，例如艾斯本篇中的漫畫家久里虫太郎，或者《夢比優斯奧特曼》中的記者蛭川光彦，引導這些人怨恨並攻擊其他人類。亞波人還會直接對北斗和南夕子進行甜言蜜語，或者對他們身邊親近的人進行利益誘惑，既使不親自上場戰鬥，也能在精神上折磨艾斯奧特曼。
因為牠的智慧和會鑽漏洞，艾斯奧特曼稱其為「本物惡魔」，在夢比優斯劇場版的予告和CM中被定標題為「奧特曼系列最凶之惡魔」，在後年的《泰迦奧特曼》中自稱為「從黑暗誕生的不滅惡魔」。另外，亞波人除了利用負能量，牠自己也能吸取負能量，尤其是人類的懶惰、恐怖和絕望的感情，亞波人能直接把這三種感情轉化為自己的攻擊力源泉。所以完全打倒亞波人是不可能的，最佳的證明是，亞波人在《艾斯奧特曼》前半部中已經明確被爆炸而死了，但在艾斯的最後一集，以及《泰羅奧特曼》、《夢比優斯奧特曼》中數次輕鬆復活，孜孜不倦的對奧特兄弟進行挑釁，並且以自己“不滅的怨念”為傲。在奧特曼的電視劇、電影、線下實體活動、YouTube直播、電子遊戲中頻繁登場，並且在M78世界觀以外的以外奧特曼系列作品中時不時登場，一出場便能暫時讓奧特戰士們陷入苦戰，以至於“亞波人”的名號在全系列中非常的有知名度。
- 配音：高田裕史
- 亞波人的日文名稱來自於沼正三的小説《家畜人ヤプー》。
- 在《艾斯奧特曼》還在企画段階時，艾斯叫做“ウルトラファイター（格鬥家奧特曼）”，而亞波人是居住在日本街道裡的竹中博士。在《奧特V》中已經融合型怪獸的雛形，撒旦星人就是這樣製造怪獸的。在正式艾斯TV版中，超獣有著明確的定義：即地球生物和宇宙生物被亞波人塞進超獸製造機中，經過融合而形成的生物兵器。
- 亞波人在艾斯TV版中的皮套，最後被改造成雷伯尔星人的。
- 劇情初期，亞波人在異次元指揮發言的場景，是攝製組在TAC作戦室拍攝的，並且先左右翻轉後才添加特效。
- 根據井口昭彦的初稿，亞波人更像是獅子魚外形，而非現在的宇宙人外形。
- 2014年在『HG奧特手辦活動』中首次娘化。